# Raoul de la Futaie
Raoul de la Futaie, noto anche come Radulphus de Flageio (XI secolo – 16 agosto 1129), è stato un monaco cristiano francese del XII secolo, fondatore dell'abbazia di Notre-Dame du Nid-au-Merle; è venerato come beato dalla Chiesa cattolica.

## Biografia

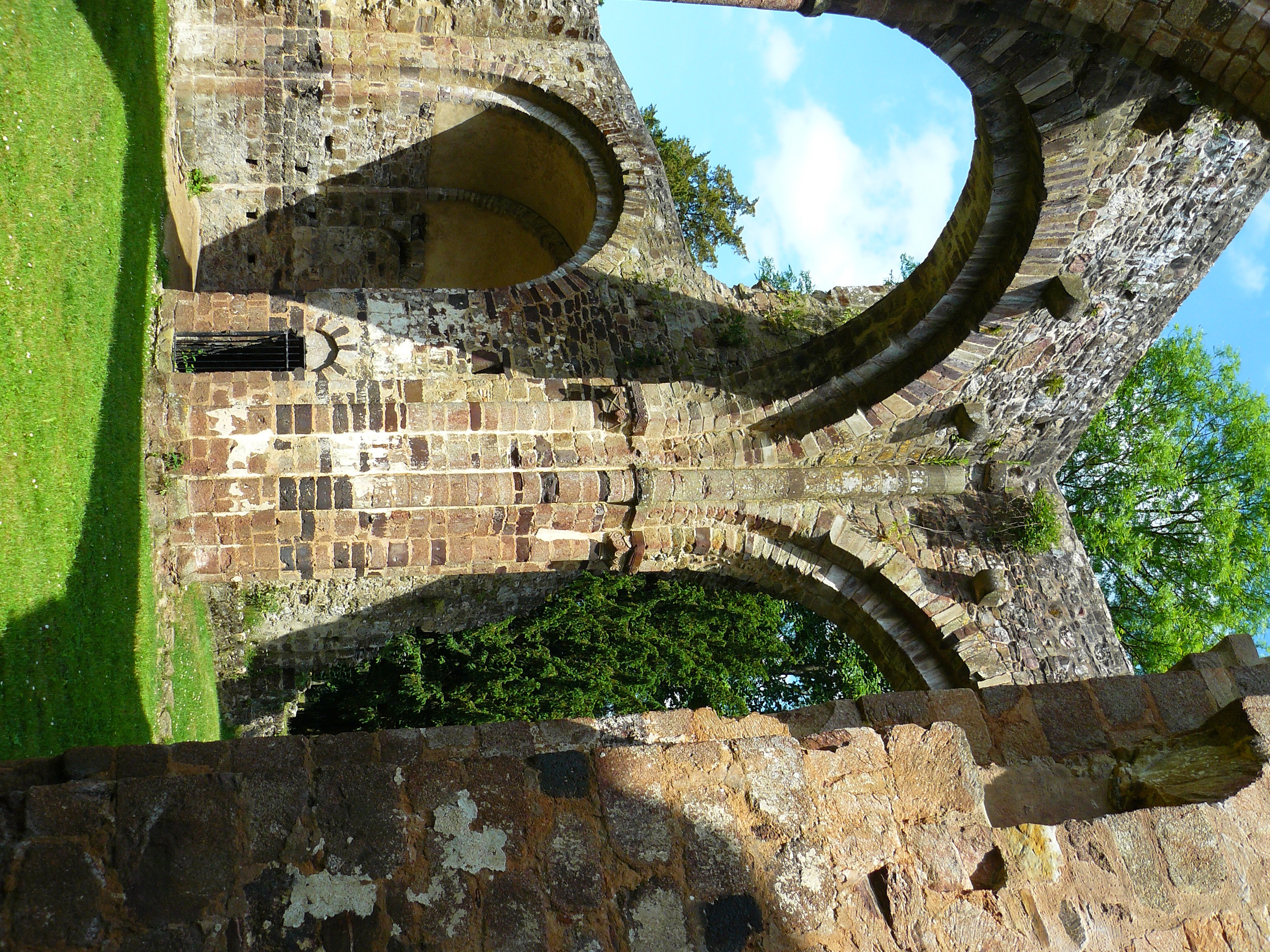
Resti dell'abbazia di Notre-Dame du Nid-au-Merle, fondata da Raoul de la Futaie

Fu monaco nel monastero di Saint-Jouin-de-Marnes, allora noto come monasterium Heresiense. Divenne successivamente eremita nella foresta di Craon con Roberto d'Arbrissel, al quale rimase associato nelle opere, come anche a Vitale di Mortain.
Bernardo di Tiron li raggiunse, narra la sua biografia, al fine di formare la base quadrangolare che doveva erigere vasti edifici. 
Come Roberto d'Arbrissel e nel medesimo periodo (verso il 1100), Raoul fondò nella foresta di Rennes l'abbazia di Notre-Dame du Nid-au-Merle, un'abbazia doppia, cioè con monaci e monache diretti da un solo abate (o badessa).
Alla sua morte, avvenuta il 16 agosto 1129, dipendevano da quest'abbazia una ventina di priorati ed un'altra decina furono fondati nel trentennio successivo.
Il suo corpo venne deposto in una piccola cappella a volta nella chiesa abbaziale, ove Alberto Magno, nel XIII secolo, disse di aver visto la sua tomba e quella del suo compagno Aubert.

## Eredità
Nel 1117 venne qualificato «maestro dei religiosi» da Folco V, conte d'Angiò, che gli donò la sua terra di Fontaines-Saint-Martin. Venne definito «…uomo molto santo e molto religioso…» da Guglielmo, vescovo di Poitiers, nell'atto di cessione della chiesa di Fougereuse. Guglielmo di Neubrige tuttavia non associa il suo nome a quello dei tre altri grandi rinnovatori della vita religiosa.
Egli è citato nello studio di Johannes von Walter su Roberto d'Arbrissel (Bulletin, t. XXIII, p. 269, 271) e da Raoul de Lignières in Prieuré de la Fontaine Saint-Martin.
Dom Piolin lo cita nello studio a lui dedicato sulla Revue des questions historiques (t. XLII, P. 495-509), distinguendolo da Raoul, abate di Saint-Jouin-de-Marnes e fondatore dell'abbazia.

## Fonte
- (FR)  Raoul de La Futaie, dans Alphonse-Victor Angot, Ferdinand Gaugain, Dictionnaire historique, topographique et biographique de la Mayenne, Goupil, 1900-1910